# Альторф
Альторф (фр. Altorf) — коммуна на северо-востоке Франции в регионе Гранд-Эст (бывший Эльзас — Шампань — Арденны — Лотарингия), департамент Нижний Рейн, округ Мольсем, кантон Мольсем.
Площадь коммуны — 10,19 км², население — 1170 человек (2006) с тенденцией к росту: 1268 человек (2013), плотность населения — 124,4 чел/км².

## Население
Население коммуны в 2011 году составляло 1268 человек, в 2012 году — 1280 человек, а в 2013-м — 1268 человек.
| 1962 | 1968 | 1975 | 1982 | 1990 | 1999 | 2006 | 2008 | 2011 | 2012 | 2013 |
| ---- | ---- | ---- | ---- | ---- | ---- | ---- | ---- | ---- | ---- | ---- |
| 814  | 796  | 746  | 883  | 941  | 1100 | 1170 | 1211 | 1268 | 1280 | 1268 |

Динамика населения:

## Экономика
В 2010 году из 880 человек трудоспособного возраста (от 15 до 64 лет) 688 были экономически активными, 192 — неактивными (показатель активности 78,2 %, в 1999 году — 77,6 %). Из 688 активных трудоспособных жителей работали 654 человека (334 мужчины и 320 женщин), 34 числились безработными (15 мужчин и 19 женщин). Среди 192 трудоспособных неактивных граждан 78 были учениками либо студентами, 90 — пенсионерами, а ещё 24 — были неактивны в силу других причин.

## Достопримечательности (фотогалерея)

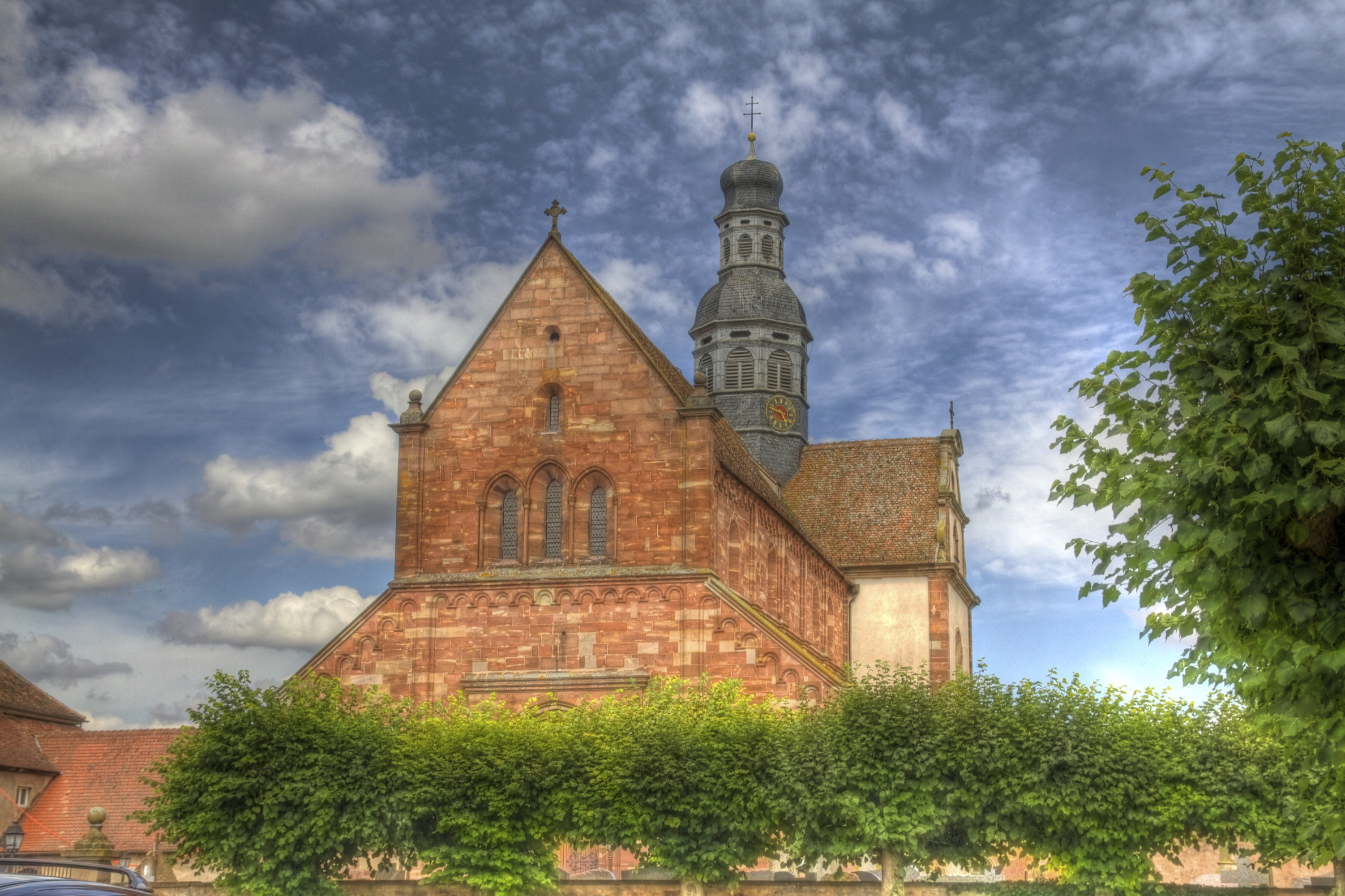
Аббатство
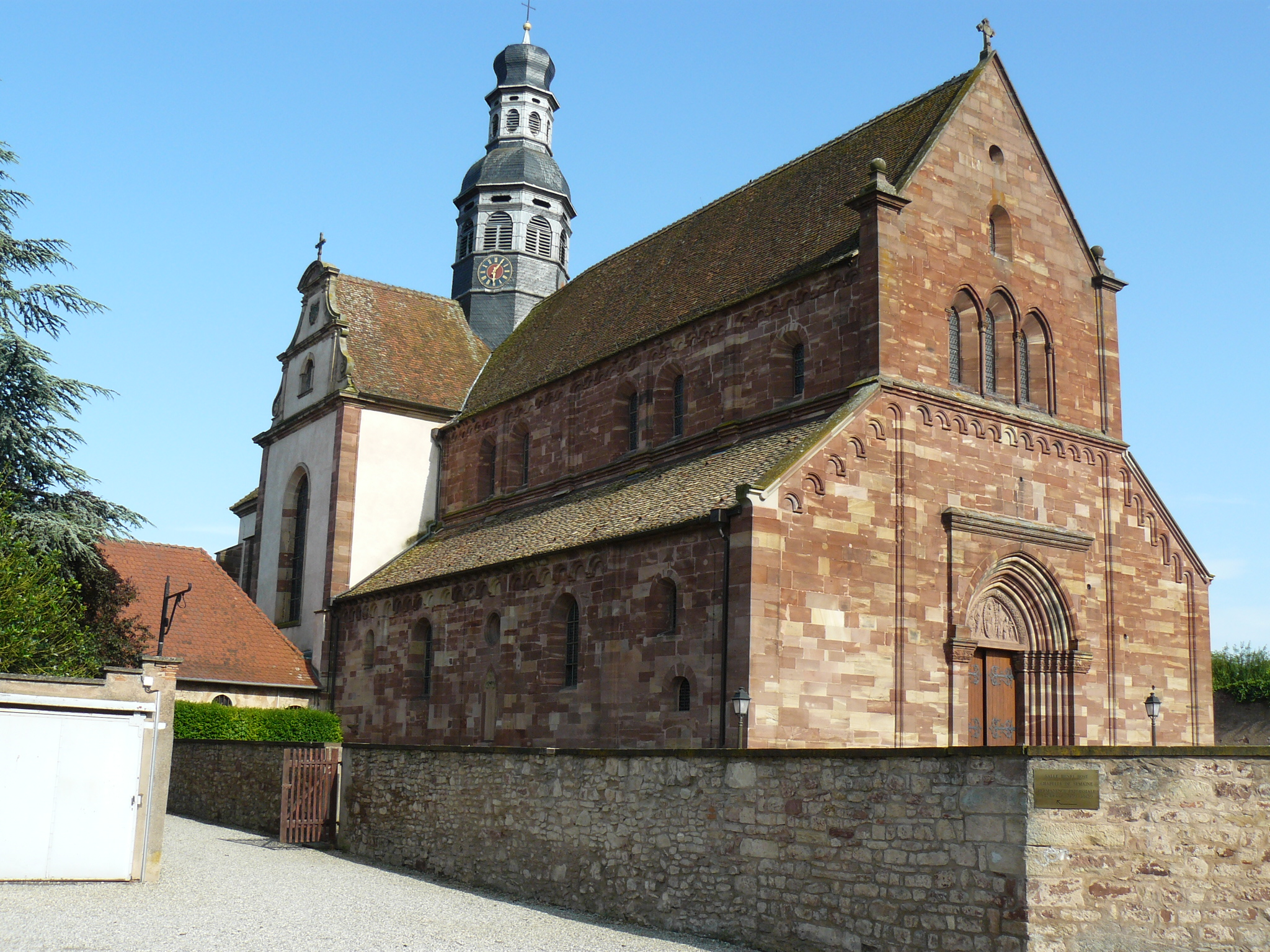
Церковь аббатства
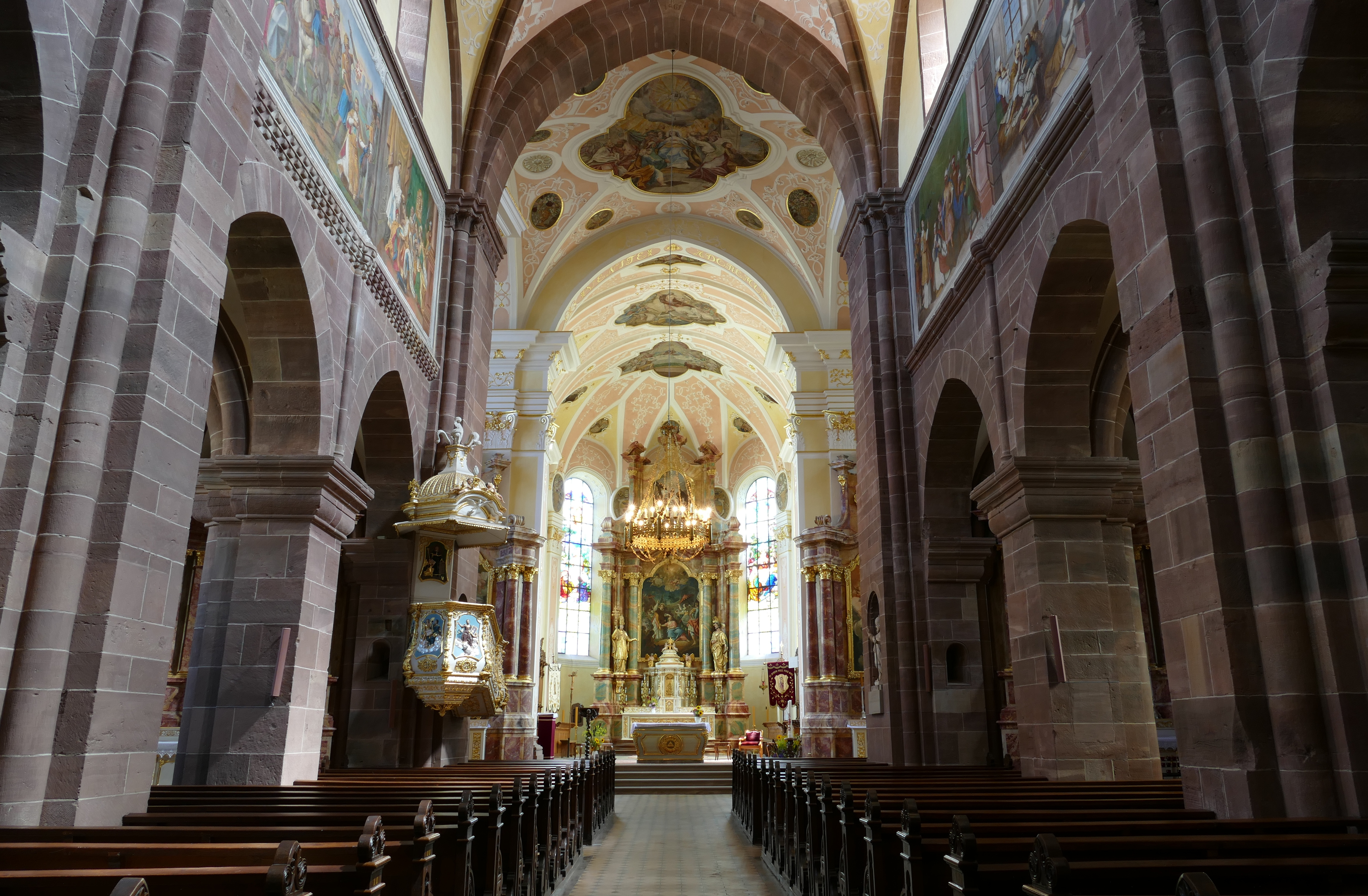
Интерьер
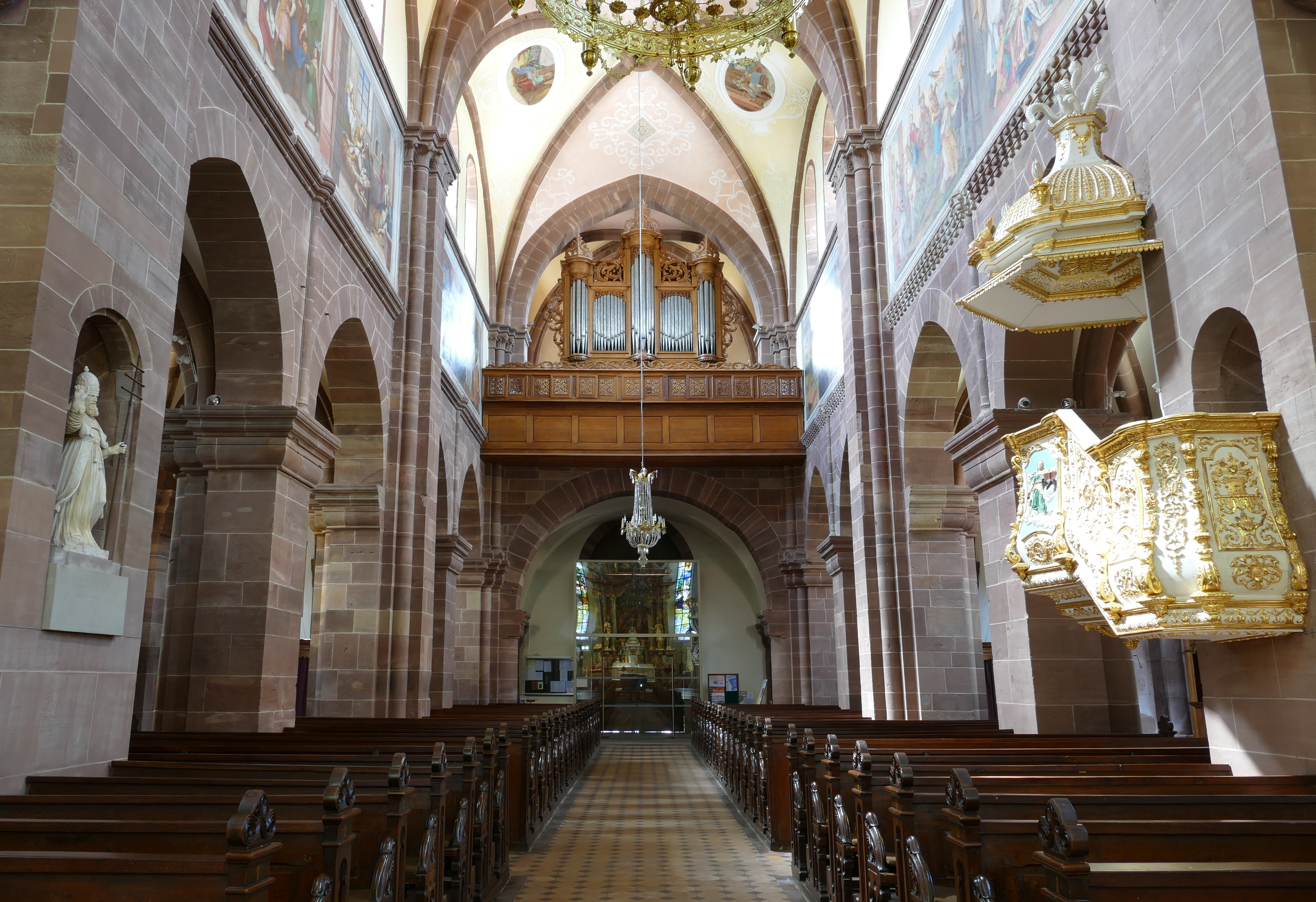
Орган